# 유로콥터 EC135
유로콥터 EC135(현재는 유로콥터 H135)는 유로콥터에서 개발한 소형 다목적 헬리콥터이다. 대한민국에서는 닥터헬기로 활용되고 있다.
VIP수송용을 제외하고 군용으로 미국제 이외의 헬기를 도입한 건 2.5톤 Bo-105가 처음으로, 한국형 경헬기 사업에 선정되어 12대가 도입되었다. 그 후속기종인 2.9톤 EC135는 대한민국 보건복지부의 닥터헬기로 선정되어 사용중이다. EC135의 파생형인 3.6톤 유로콥터 EC145는 2006년 미국 육군 경헬기 사업에 채택되어 수백대가 유로콥터 UH-72 라코타라는 이름으로 사용중이다.

## 제원
- 승무원 : 1명
- 수송가능인원 : 최대 7명
- 길이 : 12.16m
- 높이 : 3.51m
- 항공기중량 : 1455 kg
- 이륙중량 : 2910 kg

EC135의 삼면도

- 엔진 : 터보메카 633마력 터보샤프트 2개
- 주익길이 : 10.2m
- 순항속도 : 254 km/h
- 도달금지속도 : 287 km/h
- 항속거리 : 635 km
- 순항높이 : 6096m
- 최대상승속도 : 7.62 m/s

## 같이 보기
- Bo-105
- 아구스타웨스틀랜드 AW109
- 유로콥터 AS350 에퀴아이
- 유로콥터 AS355 에퀴아이 2
- MBB/가와사키 BK 117